# Capehelea steli
Capehelea steli är en tvåvingeart som beskrevs av Meillon och Wirth 1987. Capehelea steli ingår i släktet Capehelea och familjen svidknott. Inga underarter finns listade i Catalogue of Life.